# Star of the Seas
Die Star of the Seas ist ein Kreuzfahrtschiff der Reederei Royal Caribbean International. Sie ist die zweite Einheit der Icon-Klasse und zusammen mit ihrem Schwesterschiff Icon of the Seas das größte Schiff der Welt.
Der Bau des Schiffes begann mit dem ersten Stahlschnitt im Februar 2023, am 15. Dezember desselben Jahres folgte die Kiellegung. Zwischenzeitlich war Anfang Oktober 2023 der Name des Schiffes bekanntgegeben worden. Nach dem Aufschwimmen am 25. September 2024 und den Probefahrten im Mai 2025 wurde es am 10. Juli 2025 an die Reederei abgeliefert.
Die Jungfernfahrt begann am 16. August in Port Canaveral. Als Patin für die Taufe am 20. August war ursprünglich Diana Ross bekanntgegeben worden, die Mitte August jedoch aus unbekannten Gründen absagen musste und durch die Raumfahrerin Kellie Gerardi ersetzt wurde.